# Сумський повіт
Су́мськи́й повіт — адміністративно-територіальна одиниця Харківської губернії Російської імперії; Повітовий центр — місто Суми.
Був розташований у пн.-зах. частині Харківської губ., займав 2801 кв. верст, або 290511 десятин. Ліси займали 40087 десятин; більша їх частина була зосереджена на берегах р. Псел.

## Адміністративно-територіальний устрій
До складу повіту входили:
- Ворожбинська волость;
- Писарівська волость;
- Степанівська волость;
- Стецьківська волость;
- Сумська волость;
- Терешківська волость;
- Хотінська волость;
- Чернеччанська волость;
- Юнаківська волость;
- Ястребенська волость
- повітове місто Суми із передмістями Засумки, Нове Місто, Свищі, Холодна Гора, слободою Лука, селищем Оболонь, хутором Попадока.
- заштатне місто Білопілля із слободою Шереметівка та селищем при станції Білопілля.

## Населення
У 1898 р. 251542 жит. (120063 жінок.), у тому числі в містах 45791. Більша частина населення — українці й православні (99%). Селян 208180, міщан и цехових — 18782, військ, запасних і відставних солдат з сім'ями — 22109. На 1 кв. верст припадало близько 90 жителів; за густотою населення С. повіт займав після Харківського (114 чол.) друге місце в губернії.
Нестача землі, зважаючи на землеробський характер більшості населення, змушувала багатьох селян С. повіту виселятися; в 1898 р. переселилось з повіту 2123 особи (2/3 усіх переселенців з Харківської губ.). Населених міст в повіті, не рахуючи дрібних поселень (окремих садиб та ін.), 343, з них 2 міста (Суми і Білопілля), 10 слобід, 25 сіл и 306 інших селянських поселень.

## Сільське господарство
З 271408 дес. землі, що підлягала обліку в 1898 р., належало: казні — 363 дес., монаст. і церквам — 1251, містам — 201, різним закладам — 92, спадковим дворянам — 89260, приватним власникам, недворянам — 34089, селянам в наділі — 130653, їм же на праві особистої власності — 15499 десятин. Землеробство було головним заняттям більшої частини населення. Під посівами (у 1898 р.): жита — 44110 дес., пшениці озимої — 5845, пшениці ярової — 8970, вівса — 31706, ячменю — 9256, гречки — 9459, проса — 3756, іншихих злаків — 564 и картоплі — 5469 дес. Средня урожайність: жита — сам 7,6, пшениці озимої — 9,4, пшениці ярової — 6,7, вівса — 8,0, ячменю — 7,4, гречки — 6, проса — 30,7, картоплі — сам 5,5. Багато зерна відпускалося за межі повіту. Була розвинена культура буряку, конопель и тютюну (нижчих сортів). Буряк збувався на місцеві цукрові заводи, коноплі у вигляді насіння й пеньки — на місцевих ярмарках. У приватних власників і багатьох селян значні фруктові сади, що мали промислове значення.
Скотарство (станом на 1898 р.): коней — 45057, рогатої худоби — 38912 голів., овець звичайних — 53832, свиней — 32524. Кінних заводів — 4; збували молодих коней на місцевих ярмарках. Фабрик и заводів у 1898 р. діяло 190, з 7566 робітниками і загальною сумою виробництва на 19507 тис. крб.; серед них перше місце займають 8 цукрових заводів (3725 рабітників, з виробництвом на 7307 тис. крб.), 1 цукрорафінадний (780 робітників, на 8650 тис. крб.) і 8 винокурних (264 робітників, на 611 тис. крб.).

## Торгівля
Торгівля сільська зосереджена була головним чином на 59 ярмарках, у 18 поселеннях. Значий ярмарок був у с. Юнаківці. Велику кількість хліба відвантажували зі ст. Курсько-Київ. залізниці Ворожби (6536 тис. пудів) і Новосілок (946 тис. пудів). Залізничні шляхи перетинають С. повіт протягом 114 верст.

## Соціальна інфраструктура
Лікарень — 6 на 128 ліжок, 1 аптека; 4 богадільні на 37 чол. Шкіл (1898–1899) у повіті:
- у зашт. м. Білопіллі — 6 (з 953 учнями: 763 хлопчиками і 190 дівчатками);
- у селах — 73 земських (6789 учнів: 5056 хлопчиків і 1733 дівчаток), 55 церк.-приход. і 9 шк. грамоти (3417 учнів: 2413 хлопчиків і 1004 дівчаток);

У селі Іскрисківщина Михайлівська казен. 1 розр. нижч. сільськ.-госп. школа. Харк. загальн. сільськ.-госп. і сільськ.-госп. промисловості мала у с. Морочах дослідне поле.
Земський бюджет за 1898 р.: прибуток — 255895 крб., витрати — 217529 крб., з них на земське управління — 17164 крб., на лікарську частину — 75778 крб., на народну освіту — 63670 крб.